# Vulcanodon
Vulcanodon („Vulkan-Zahn“) ist eine Gattung von Dinosauriern aus der Gruppe der Sauropoden, die während des frühen Jura im südlichen Afrika lebte. Die einzige Art ist V. karibaensis. Bisher ist lediglich ein einziges, fragmentarisches Skelett bekannt, das 1969 auf einer kleinen Insel des Kariba-Stausees in Simbabwe (früher Rhodesien) entdeckt wurde. Der Name Vulcanodon verweist auf den Umstand, dass die Lage aus Sandstein, die das Skelett beherbergte, von zwei Lavaströmen begrenzt ist. Vulcanodon zählt zu den ursprünglichsten bekannten Sauropoden, lief wie andere Sauropoden jedoch bereits auf vier Beinen und zeigte den für Sauropoden typischen Bauplan mit säulenartigen Beinen, langem Hals und Schwanz. Das einzige Skelett umfasst den Großteil des Beckengürtels, der Hinterbeine, des Unterarms sowie des Schwanzes, während die Rumpf- und Halswirbelsäule sowie der Schädel fehlen.
Ursprünglich wurde Vulcanodon außerhalb der Sauropoden klassifiziert, als ein möglicherweise der Familie Melanorosauridae angehöriger Prosauropode. Diese Zuordnung fußte auf primitiven Merkmalen wie dem Bau des Beckens sowie der messerartigen Zähne, die eine fleisch- oder allesfressende Ernährung nahelegen. Heute ist allerdings bekannt, dass diese Zähne zu einem nicht identifizierten Theropoden gehörten, der sich möglicherweise als Aasfresser am Vulcanodon-Kadaver betätigt hat. Heute gilt Vulcanodon als ein ursprünglicher Vertreter der Sauropoden. Einige Paläontologen stellen die Gattung zusammen mit dem verwandten Tazoudasaurus in eine Vulcanodontidae genannte Familie, was jedoch nicht allgemein akzeptiert worden ist.

## Namensgebung
Vulcanodon (lat. Vulcanus – Römischer Gott des Feuers; gr. odon – „Zahn“) wurde von Michael Raath 1972 benannt. Der Name weist auf den Fakt hin, dass das Skelett eingebettet in einer Lage aus Sandstein gefunden wurde, welche zwischen zwei Lavaströmen eingeschlossen ist. Außerdem verweist der Name auf die messerförmigen Zähne, die aber, wie sich später herausstellte, gar nicht zu Vulcanodon gehören. Der zweite Teil des Artnamens, karibaensis, bezieht sich auf den Kariba-Stausee.

## Beschreibung

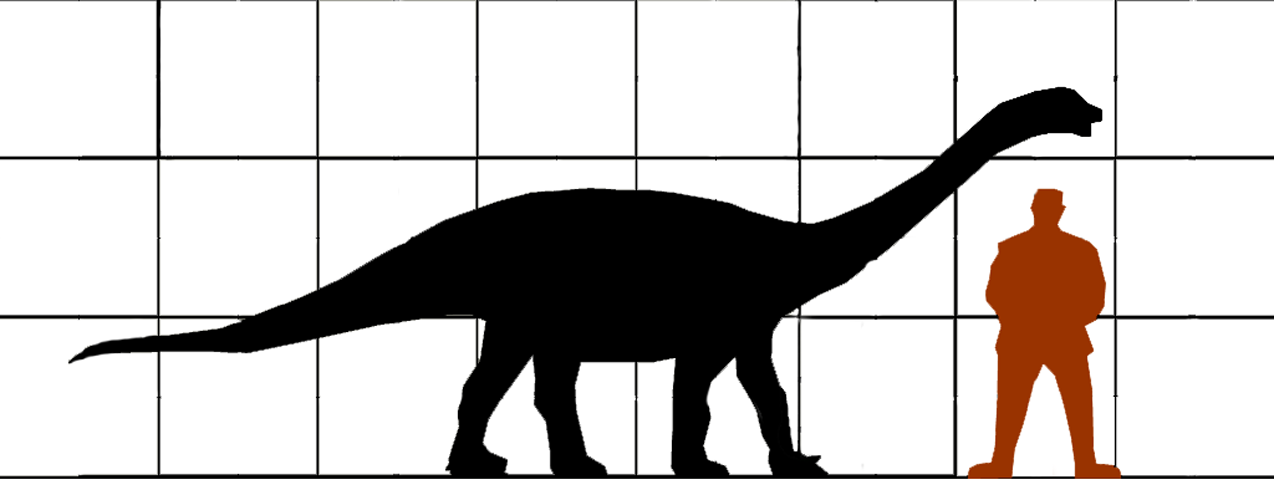
Größenvergleich mit einem Menschen

Vulcanodon zählt zu den Sauropodomorpha, einer Gruppe pflanzenfressender Dinosaurier, die sich bereits früh in der Evolution der Dinosaurier von den fleischfressenden Theropoda trennte. Die ursprünglichen Sauropodomorpha werden traditionell als Prosauropoden zusammengefasst. Die meisten Prosauropoden, wie beispielsweise Plateosaurus, waren wie die Theropoden zweibeinig (biped), wobei die Arme zum Greifen verwendet wurden. Während des Jura manifestierte sich eine fortgeschrittene Gruppe der Sauropodomorpha, die Sauropoda, zur dominierenden Gruppe landlebender Pflanzenfresser; alle Prosauropoden starben noch während des Jura aus. Anders als ihre Vorfahren waren Sauropoden vierbeinig (quadruped), was eine größere Körpergröße und stark verlängerte Hälse ermöglichte. Zahlreiche Modifikationen des Skelettbaus, die bei ursprünglichen Sauropoden wie Vulcanodon erstmals auftreten, stehen mit diesem Übergang von einer zweibeinigen in eine vierbeinige Lebensweise in Verbindung. Vulcanodon war bereits wie andere Sauropoden vierbeinig, zeigte jedoch noch eine Reihe primitiver Merkmale, wie sie für Prosauropoden typisch waren. Als einer der ursprünglichsten bekannten Sauropoden ist die Gattung  für das Verständnis des Ursprungs und der frühen Evolution der Sauropoden von großer Wichtigkeit.
Mit einer geschätzten Länge von 6,5 Meter handelte es sich um einen vergleichsweise kleinen Sauropoden; der Körperbau mit dem tonnenförmigen Körper, dem langen Hals und Schwanz und dem kleinen Kopf entsprach jedoch dem anderer Sauropoden. Vorder- und Hinterbeine waren robust und säulenartig, wobei die Vorderbeine vermutlich 76 % der Länge der Hinterbeine ausmachten und damit deutlich länger waren als bei zweibeinigen Prosauropoden. Unterschenkel, Mittelfuß und Zehen waren kürzer als bei Prosauropoden, aber nicht derart stark verkürzt wie bei fortgeschritteneren Sauropoden. Umstritten ist, ob der Hinterfuß wie bei Prosauropoden digitigrad (nur die Zehen berührten den Boden) oder wie bei Sauropoden semidigitigrad (sowohl die Zehen als auch Teile des Mittelfußes berührten den Boden) war. Die Wirbelkörper der Schwanzwirbel waren zur Gewichtsersparung bereits seitlich eingebuchtet. Bei späteren Sauropoden traten an Stelle dieser Einbuchtungen tiefe, Pleurocoele genannte Aushöhlungen. Das Kreuzbein setzte sich aus vier Kreuzbeinwirbeln zusammen, während ursprüngliche Sauropodomorpha lediglich drei Kreuzbeinwirbel aufwiesen. Im Kontrast zu den zahlreichen sauropodenartigen Merkmalen des Skeletts war das Becken primitiv und erinnerte an jenes der Prosauropoden.
Der Hallux, die erste Zehe des Fußes, zeigte eine vergrößerte, seitlich abgeflachte Kralle, wie sie auch bei Prosauropoden zu finden war. Ungewöhnlich waren die Krallen der zweiten und dritten Zehen; diese waren nagelartig und breiter als tief. Dieses Merkmal findet sich auch bei den wahrscheinlich engverwandten Tazoudasaurus, fehlte aber bei allen anderen Sauropoden.

## Klassifikation
Ursprünglich beschrieb Michael Raath (1972) Vulcanodon nicht als einen Sauropoden, sondern als einen fortgeschrittenen, spezialisierten Prosauropoden, der möglicherweise der Familie Melanorosauridae angehörig war. Raath argumentierte, dass die sauropodenartigen Beinproportionen unabhängig voneinander bei Vulcanodon und den Sauropoden evolviert seien (konvergente Evolution). Der primitive Bau des Beckens sowie die messerförmigen Zähne würden eine Zugehörigkeit zu den Sauropoden ausschließen. Heute ist allerdings bekannt, dass die Zähne zu einem Theropoden gehören. 1975 konnte Arthur Cruickshank als erster die Zugehörigkeit zu den Sauropoden belegen: Wie der Forscher argumentierte, entsprach der fünfte Mittelfußknochen den übrigen in seiner Länge, ein für Sauropoden typisches Merkmal, das Prosauropoden fehlt. Der heutige Konsens bestätigt Vulcanodon als einen der ursprünglichsten bekannten Vertreter der Sauropoden.
1984 stellte Michael Cooper eine neue Familie auf, die Vulcanodontidae, die nach Ansicht dieses Forschers den „Wurzelstock“ bildete, aus dem die späteren Sauropodenfamilien hervorgingen. Ursprünglich wurde den Vulcanodontidae neben Vulcanodon lediglich der indische Barapasaurus zugeschrieben; nachfolgende Studien stellten jedoch eine Reihe weiterer, jeweils nur durch wenige fragmentarische Knochen bekannte frühe Sauropoden zu dieser Familie, darunter Ohmdenosaurus und Zizhongosaurus. Paul Upchurch (1995) zeigte, dass Barapasaurus näher mit späteren, fortschrittlicheren Sauropoden verwandt war als mit Vulcanodon, womit die Vulcanodontidae polyphyletisch sind und die Familie somit ungültig ist.
Die genauen Verwandtschaftsbeziehungen zu anderen ursprünglichen Sauropoden bleiben unklar. Ronan Allain und Kollegen (2004, 2008) stellten fest, dass Vulcanodon am nächsten mit Tazoudasaurus verwandt gewesen sei, eine neu entdeckte Gattung aus Marokko. Diese Forscher schlugen vor, den Namen Vulcanodontidae wiedereinzuführen als Klade, die lediglich Vulcanodon und Tazoudasaurus umfasst. Allerdings konnten andere Studien nicht bestätigen, dass Tazoudasaurus und Vulcanodon nächstverwandt gewesen sind.
Adam Yates (2004) beschrieb einen einzelnen Schwanzwirbel aus der Oberen Elliot-Formation von Südafrika, der möglicherweise zu einer nahe mit Vulcanodon verwandten Sauropodengattung gehört haben könnte. Die Obere Elliot-Formation ist berühmt für ihre reichhaltigen Funde des Prosauropoden Massospondylus.

## Entdeckungs- und Forschungsgeschichte
Die einzigen bekannten Fossilien stammen von einer Insel im Kariba-Stausee des Sambesi im Norden Simbabwes (früher Rhodesien), einem der größten Stauseen der Welt. Die westlich von Bumi Hills gelegene Insel wird nach frühen, nicht veröffentlichten Seekarten als „Island 126/127“ bezeichnet, hat aber keinen formalen Namen. Der erste, aus einem Hang herauswitternde Knochen wurde im Juli 1969 von B. A. Gibson entdeckt, einem Einwohner der Stadt Kariba. Bereits im Oktober desselben Jahres brach ein Grabungsteam zur Bergung der Fossilien auf; weitere Grabungen fanden im März und Mai 1970 statt. Im Juli 1970 wurde der Fund erstmals der wissenschaftlichen Gesellschaft auf einem Symposium mit dem Schwerpunktthema „Stratigraphie und Paläontologie Südafrikas“ in Kapstadt vorgestellt. Später im selben Jahr wurde ein vorläufiger Bericht publiziert. 1972 erschien schließlich die wissenschaftliche Erstbeschreibung durch den Paläontologen Michael Raath.
Teile des Skeletts (Exemplarnummer QG24) sind vor der Entdeckung verloren gegangen, da sie teils an der Geländeoberfläche exponiert, teils durch Pflanzenwurzeln erodiert wurden. Die geborgenen Fossilien umfassen Becken und Kreuzbein, den Großteil des linken Hinterbeins und Fußes, einen rechten Oberschenkelknochen, sowie 12 vordere Schwanzwirbel. Diese Überreste können einem einzigen Individuum zugeschrieben werden, da sie sich noch in ihrem ursprünglichen Skelettverbund fanden. Außerdem wurden verschiedene Knochen außerhalb des Skelettverbunds gefunden, die vermutlich ebenfalls diesem Individuum zuzuschreiben sind, darunter der rechte Unterarm sowie verschiedene Mittelhand- und Fingerknochen vom linken und rechten Handskelett. Später suchten die Wissenschaftler G. Bond und Michael Cooper die Fundstelle erneut auf, und konnten in einer Nachgrabung weitere Fossilien sichern, darunter ein Schulterblatt sowie das Fragment eines Halswirbels. Diese Überreste belegen, dass mehr als ein Individuum in der Fundstelle vorhanden war; möglicherweise gehören das Schulterblatt und der Halswirbel gar zu einer anderen Gattung. Heute werden die Fossilien in der Sammlung des Naturhistorischen Museums von Simbabwe in Bulawayo aufbewahrt.
Raath (1972) berichtet über die Entdeckung neun fragmentarischer messerförmiger, carnivorer Zähne nahe der Beckenregion des Skeletts. Nach Raaths Vorstellung könnte sich der Hals und Kopf nach dem Tod nach hinten gekrümmt haben, sodass der Schädel unmittelbar über dem Becken zum Liegen kam – diese als death pose bezeichnete Position findet sich bei zahlreichen anderen Dinosaurierskeletten. Die Zähne seien somit die einzigen erhalten gebliebenen Elemente des ansonsten fehlenden Schädels. Cooper (1984) zeigte jedoch, dass die Zähne nicht zu Vulcanodon, sondern zu einem theropoden Dinosaurier gehört haben, der sich möglicherweise als Aasfresser am Vulcanodon-Kadaver betätigt hat.

## Geologie, Alter und Habitat

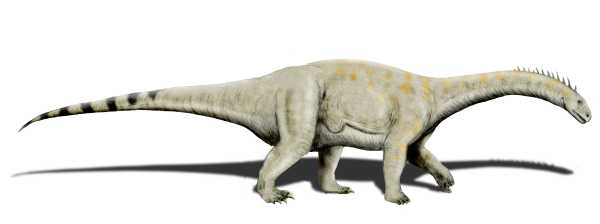
Künstlerische Lebenddarstellung

Während des späteren Unterjura war das südliche Afrika Schauplatz von extensivem Vulkanismus. Große Mengen dünnflüssiger Lava, die zu sogenannten Flutbasalten erstarrte, ergossen sich über einen Großteil des südlichen Afrika und bildeten die heutigen Basaltformationen der Karoo-Ferrar Large Igneous Province. Vulcanodon stammt aus den Vulcanodon beds („Vulcanodon-Schichten“), einer fossilienhaltigen Sedimenteinheit innerhalb der sich hauptsächlich aus Flutbasalten zusammensetzenden Batoka-Formation. Das Skelett fand sich im oberen Bereich einer 30 Meter mächtigen Lage aus Sand- und Siltsteinen, die von Flutbasalten über- und unterlagert ist.
Lange wurde angenommen, dass Vulcanodon vor etwa 200 Millionen Jahren während des Hettangium, der untersten (ältesten) Stufe des Jura, oder gar zur Zeit der Trias-Jura-Grenze lebte. Damit galt die Gattung als der früheste bekannte Sauropode, bis im Jahr 2000 der noch ältere Isanosaurus aus der Obertrias von Thailand beschrieben wurde. Adam Yates zeigte 2004, dass Vulcanodon tatsächlich deutlich jünger ist als bisher angenommen und auf das Toarcium datiert, der obersten (jüngsten) Stufe des Unterjura, vor etwa 175–183 Millionen Jahren. Damit lebte die Gattung zeitgleich mit dem eng verwandten Tazoudasaurus. Die Vulcanodon-Fundstelle selbst kann wegen der zu weit fortgeschrittenen Verwitterung der anstehenden Basalte nicht radiometrisch datiert werden. Yates argumentiert jedoch, dass die vulkanischen Eruptionen innerhalb von einer Million Jahren abgeschlossen waren – somit können die Basalte als etwa zeitgleich zu Karoo-Basalten von anderen Lokalitäten angenommen werden.
Vulcanodon ist der einzige mit einem wissenschaftlichen Namen beschriebene Dinosaurier aus den Vulcanodon beds. Cooper (1984) vermutete, dass der Sauropode in einer wüstenartigen Umgebung lebte, wie durch die äolischen (durch Wind verfrachteten) Sande der Forest-Sandstone-Formation angezeigt wird, welche direkt unterhalb der Vulcanodon beds folgen. Bei den Sedimenten, in denen  Vulcanodon gefunden wurde, könnte es sich um distale Ablagerungen alluvialer Fächer handeln. Das Vulcanodon-Individuum könnte an den Ufern von Wadis gelebt haben, die sich in den alluvialen Fächer eingeschnitten hatten. Alternativ könnte der Kadaver durch ein Flutereignis an seinen Einbettungsort verfrachtet worden sein.
Anfangs galten Sauropoden als aquatisch lebende Tiere, die üppige Sümpfe bevölkerten und auf den Auftrieb des Wassers angewiesen waren, um ihre gigantische Körpermasse zu stützen. im Jahr 1984 stellte Cooper fest, dass Vulcanodon – der ursprünglichste zu der Zeit bekannte Sauropode – einen wüstenartigen Lebensraum bewohnte und damit landlebend gewesen sein musste. Dieses Indiz würde zeigen, dass die ungewöhnliche Körpergröße der Sauropoden, wie sie sich bereits bei Vulcanodon zeigte, keine Anpassung an eine aquatische Lebensweise gewesen ist.

## Belege
1. ↑  
Donald F. Glut: Dinosaurs. The Encyclopedia. McFarland, Jefferson NC u. a. 1997, ISBN 0-89950-917-7, S. 975–977: Vulcanodon.
2. 1 2 3 4 5 6 7 8 9  
Michael A. Raath: Fossil vertebrate studies in Rhodesia: a new dinosaur (Reptilia, Saurischia) from near the Triassic-Jurassic boundary. In: Arnoldia. Bd. 5, 1972, ISSN 0066-7781, S. 1–37, hier S. 1–2, 4.
3. ↑  
Adam M. Yates: Basal Sauropodomorpha: The „Prosauropods“. In: Michael K. Brett-Surman, Thomas R. Holtz Jr., James O. Farlow (Hrsg.): The Complete Dinosaur. 2nd edition. Indiana University Press, Bloomington IN 2012, ISBN 978-0-253-35701-4, S. 425–443.
4. 1 2 3  
Jeffrey A. Wilson: Overview of Sauropod Phylogeny and Evolution. In: Kristina Curry A. Rogers, Jeffrey A. Wilson (Hrsg.): The Sauropods. Evolution and Paleobiology. University of California Press, Berkeley CA u. a. 2005, ISBN 0-520-24623-3, S. 15–49, hier S. 27–31, Digitalisat (PDF; 384,37 KB).
5. 1 2 3 4 5 6 7 8 9 10  
Michael R. Cooper: A reassessment of Vulcanodon karibaensis Raath (Dinosauria: Saurischia) and the origin of the Sauropoda. In: Palaeontologia Africana. Bd. 25, 1984, ISSN 0078-8554, S. 203–231.
6. ↑  
Prehistoric Life. The definitive visual History of Life on Earth. DK Publishing, New York NY 2012, ISBN 978-0-7566-9910-9, S. 266.
7. ↑  
Thomas R. Holtz Jr.: Supplementary Information. zu: Thomas R. Holtz Jr.: Dinosaurs. The most complete, up-to-date Encyclopedia for Dinosaur Lovers of all ages. Random House, New York NY 2007, ISBN 978-0-375-82419-7, S. 27, online (PDF; 184,08 KB).
8. 1 2 3  
Paul Upchurch: The Evolutionary History of Sauropod Dinosaurs. In: Philosophical Transactions of the Royal Society of London. Series B: Biological Sciences. Bd. 349, Nr. 1330, 1995, ISSN 0080-4622, S. 365–390, doi:10.1098/rstb.1995.0125.
9. 1 2  
Jeffrey A. Wilson, Paul C. Sereno: Early Evolution and Higher-level Phylogeny of Sauropod Dinosaurs (= Journal of Vertebrate Paleontology. Bd. 18, Supplement to Nr. 2 = Society of Vertebrate Paleontology. Memoir. Bd. 5, ISSN 1062-161X). Society of Vertebrate Paleontology, Chicago IL 1998, S. 8, 13, doi:10.1080/02724634.1998.10011115.
10. 1 2 3  Ronan Allain, Najat Aquesbi: Anatomy and phylogenetic relationships of Tazoudasaurus naimi (Dinosauria, Sauropoda) from the late Early Jurassic of Morocco. (Memento des Originals vom 25. September 2013 im Internet Archive)  Info: Der Archivlink wurde automatisch eingesetzt und noch nicht geprüft. Bitte prüfe Original- und Archivlink gemäß Anleitung und entferne dann diesen Hinweis. In: Geodiversitas. Bd. 30, Nr. 2, 2008, ISSN 1280-9659, S. 345–424, hier S. 403, 404.
11. 1 2 3  
Paul Upchurch, Paul M. Barrett, Peter Dodson: Sauropoda. In: David B. Weishampel, Peter Dodson, Halszka Osmólska (Hrsg.): The Dinosauria. 2nd edition. University of California Press, Berkeley CA u. a. 2004, ISBN 0-520-24209-2, S. 259–324, hier S. 298.
12. 1 2  
John S. McIntosh: Sauropoda. In: David B. Weishampel, Peter Dodson, Halszka Osmólska (Hrsg.): The Dinosauria. University of California Press, Berkeley CA u. a. 1990, ISBN 0-520-06726-6, S. 345–401, hier S. 376.
13. 1 2  
Ronan Allain, Najat Aquesbi, Jean Dejax, Christian Meyer, Michel Monbaron, Christian Montenat, Philippe Richir, Mohammed Rochdy, Dale Russell, Philippe Taquet: A basal sauropod dinosaur from the Early Jurassic of Morocco. In: Comptes Rendus Palevol. Bd. 3, Nr. 3, 2004, ISSN 1631-0683, S. 199–208, doi:10.1016/j.crpv.2004.03.001, Digitalisat (PDF; 413,28 KB).
14. ↑  
Cecilia Apaldetti, Ricardo N. Martinez, Oscar A. Alcober, Diego Pol: A New Basal Sauropodomorph (Dinosauria: Saurischia) from Quebrada del Barro Formation (Marayes-El Carrizal Basin), Northwestern Argentina. In: PLoS ONE. Bd. 6, Nr. 11, 2011, e26964, doi:10.1371/journal.pone.0026964.
15. ↑  
Kristian Remes, Francisco Ortega, Ignacio Fierro, Ulrich Joger, Ralf Kosma, José Manuel Marín Ferrer, Oumarou Amadou Ide, Abdoulaye Maga: A New Basal Sauropod Dinosaur from the Middle Jurassic of Niger and the Early Evolution of Sauropoda. In: PLoS ONE. Bd. 4, Nr. 9, 2009, e6924, doi:10.1371/journal.pone.0006924.
16. 1 2 3  
Adam M. Yates, P. John Hancox, Bruce S. Rubidge: First record of a sauropod dinosaur from the upper Elliot Formation (Early Jurassic) of South Africa. In: South African Journal of Science. Bd. 100, Nr. 9/10, 2004, ISSN 0038-2353, S. 504–506, Digitalisat (PDF; 589,44 KB).
17. 1 2  
David B. Weishampel, Paul M. Barrett, Rodolfo Coria, Jean Le Loeuff, Xing Xu, Xijin Zhao, Ashok Sahni, Elizabeth Gomani, Christopher R. Noto: Dinosaur distribution (Late Triassic, Africa). In: David B. Weishampel, Peter Dodson, Halszka Osmólska (Hrsg.): The Dinosauria. 2nd edition. University of California Press, Berkeley CA u. a. 2004, ISBN 0-520-24209-2, S. 517–683, hier S. 535.
18. ↑  
Eric Buffetaut, Varavudh Suteethorn, Gilles Cuny, Haiyan Tong, Jean Le Loeuff, Sasidhorn Khansubha, Sutee Jongautchariyakul: The earliest known sauropod dinosaur. In: Nature. Bd. 407, Nr. 6800, 2000, S. 72–74, doi:10.1038/35024060.
19. ↑  
Jeffrey A. Wilson: Integrating ichnofossil and body fossil records to estimate locomotor posture and spatiotemporal distribution of early sauropod dinosaurs: a stratocladistic approach. In: Paleobiology. Bd. 31, Nr. 3, 2005, ISSN 0094-8373, S. 400–423, hier S. 406, doi:10.1666/0094-8373(2005)031[0400:IIABFR]2.0.CO;2.
20. ↑  
Donald M. Henderson: Tipsy punters: sauropod dinosaur pneumaticity, buoyancy and aquatic habits. In: Proceedings of the Royal Society of London. Series B: Biological Sciences. Bd. 271, Supplement 4, 2004, ISSN 0080-4622, S. S180–S183, doi:10.1098/rsbl.2003.0136, Digitalisat (PDF; 268,74 KB).